# Phyllometra desertaria
Phyllometra desertaria är en fjärilsart som beskrevs av Freyer 1844. Phyllometra desertaria ingår i släktet Phyllometra och familjen mätare. Inga underarter finns listade i Catalogue of Life.